# Maria Adelaide Raschini
Maria Adelaide Raschini (Broni, 5 settembre 1925 – Genova, 14 maggio 1999) è stata una filosofa italiana.

## L'itinerario filosofico
A Genova nel '48 ha terminato il suo corso di studi universitari, iniziati all'Università di Pavia, laureandosi con Michele Federico Sciacca che nel '38 vi era andato in cattedra. L'argomento della sua dissertazione è stato La dottrina morale nelle "Enneadi": tale lavoro è stato parzialmente pubblicato nel suo volume Studi su Platone e Plotino (Venezia, Marsilio, 2000). Divenuta assistente di Sciacca nel '60, pubblica l'importante volume Il principio dialettico nella filosofia di A. Rosmini (Milano, Marzorati, 1961; poi integrato in Dialettica e poiesi nel pensiero di Rosmini, Venezia, Marsilio, 1996). Intensissima la sua collaborazione col maestro, a cominciare dai Convegni internazionali dell'Istituto Culturale italo-tedesco in Alto Adige, a Merano (dal '60 al '68). A tutte le sue successive iniziative ha collaborato insieme con Pier Paolo Ottonello, anch'egli scolaro e assistente di Sciacca: la fondazione e la conduzione (come membri a vita del suo Comitato promotore) del Centro Internazionale di Studi Rosminiani fondato nel '66 da Sciacca a Stresa nel palazzo dove Rosmini aveva a lungo abitato ed era morto; la redazione e poi la condirezione del bimestrale internazionale "Giornale di Metafisica", fondato da Sciacca nel '46; la coordinazione di dieci grossi volumi della Grande Antologia Filosofica anch'essa diretta da Sciacca (Milano, Marzorati, 1975-78). Conseguita la libera docenza in Storia della filosofia moderna e contemporanea (1964), nell'Università di Genova ne tiene 1'insegnamento, e, vinta la cattedra nel '70, quella di Storia della Filosofia; alla morte del maestro (1975) gli succede sulla cattedra di Filosofia teoretica. Intanto ha pubblicato, fra l'altro, il primo volume in assoluto su Michelstaedter, che sollecitò un'ampia serie di studi (Carlo Michelstaedter, Milano, Marzorati, 1961: riedito in terza edizione a Venezia, Marsilio, 2000) e l'importante opera Interpretazioni socratiche (Milano, Marzorati, 1970; ried. Venezia, Marsilio, 2000). Certo fra le opere più valide nel settore spicca l'ampio volume Da Bacone a Kant (Milano, Marzorati, 1973; poi in riedizione accresciuta col titolo La filosofia dell'illuminismo, Venezia, Marsilio, 2000, di 584 pp.). Per un decennio dopo il conseguimento della cattedra è Direttore del "Centro di Ricerca sulla filosofia italiana e francese dell'800 e del '900" del Consiglio Nazionale delle Ricerche, fondato da Sciacca nel '66, incrementandone la ricca collana di una ventina di volumi. Dal '75, inoltre, condirige il "Giornale di Metafisica", su mandato del suo fondatore, sino al '77, insieme con Pier Paolo Ottonello, ora suo Coniuge. Nel '78 gravi ragioni li inducono a continuare privatamente il periodico di Sciacca, con la collaborazione di coloro che da tutto il mondo vi avevano pubblicato, ma sotto la testata "Filosofia Oggi" (1978-2012). Nel '77 hanno inoltre fondato la "Società degli Amici di M. F. Sciacca", organizzando congressi e pubblicando il periodico “Studi Sciacchiani” (1985-2009) e numerosi volumi sul pensiero del comune maestro. 
Nell'82 fonda e dirige il Gruppo universitario di ricerca "Genesi, fenomenologia e storia delle categorie costitutive dell'idea di Europa", realizzando fra l'altro due congressi internazionali (Genova 1986 e Roma 1988) con relativi atti, e la collana "Categorie europee", in 36 volumi dall'86 al '94. Nell'89 fonda e dirige il Centro Interdipartimentale di Ricerca per la Paideia Europea, nell'ambito dell'Università di Genova, con una fitta e feconda attività di convegni e pubblicazioni. In ambito privato, invece, fondano nel '90 la "Società Internazionale per 1'Unità delle Scienze L'Arcipelago", anch'essa con molteplici fruttuose iniziative, a tutt'oggi vitali. 
Nel frattempo prosegue un'intensa attività, in parte documentata dai volumi Concretezza e astrazione (Genova 1980, ried. Venezia, Marsilio, 2000), La dialettica dell'integralità. Studi sul pensiero di M. F. Sciacca (Genova 1985; ried. Venezia, Marsilio, 2000), seguito da Incontrare Sciacca (Venezia, Marsilio, 1999) e da Lettera all'Europa (Venezia, Marsilio, 1999). Fondamentali i suoi contributi sul pensiero di Rosmini: Studi sulla Teosofia di Rosmini (Genova 1985; ried. Venezia, Marsilio, 2000), Rosmini e 1'idea di progresso (Stresa, Sodalitas, 1986; ried. Venezia, Marsilio, 2000), Prospettive rosminiane (L'Aquila‑Roma, Japadre 1987; ried. Venezia, Marsilio, 2000), Rosmini oggi e domani (Venezia, Marsilio, 2000). Di Rosmini ha inoltre curato, insieme con Pier Paolo Ottonello, 1'edizione nazionale critica della Teosofia, in sei grossi volumi (Roma, Città Nuova, 1998-2002). 
Nel '93 dà vita presso 1'Università di Genova al Dipartimento di Studi sulla Storia del Pensiero Europeo "M. F. Sciacca", che promuove diversi congressi, l'annuale "Cattedra Sciacca" e un'ampia collana di volumi in distinte sezioni, affidate a editori nazionali (Olschki, Marsilio, Guerini), poi proseguita per complessivi 64 volumi, più altri fuori collana. 
Di grande rilievo inoltre i suoi Thomas Mann e l'Europa (Venezia, Marsilio 1999), Gentile e il neoidealismo (Venezia, Marsilio, 2001) e le due ricchissime raccolte Responsabilità storica della filosofia (Venezia, Marsilio, 2001, 644 pp.) e Pedagogia e antipedagogia (Venezia, Marsilio, 2001, 720 pp.). L'ultima opera che stava preparando è L'organismo del sapere (Venezia, Marsilio, 2001), che compie il suo robusto percorso teoretico e la corrispondente acuta profonda diagnostica storiografica (il volume è integrato dalla bibliografia dei suoi scritti, pp. 263-298). 
Eletta creatività caratterizza i due volumi di fantasia Le cerebroteche e Camminare sull'acqua (entrambi usciti a Venezia, Marsilio, 2000), mentre il 22º e ultimo dei suoi "Scritti", raccolti a cura di Pier Paolo Ottonello, intitolato Specchi, in gran parte antologizza percorsi autobiografici. 
Sulle sue opere si vedano i volumi miscellanei Responsabilità della cultura (Roma-L'Aquila, Japadre, 1990, 322 pp.) e Maria Adelaide Raschini: la responsabilità della cultura (Firenze, Olschki, 2010, XXXVIII-342 pp.), contenente gli atti dei primi tre congressi nazionali sul suo pensiero (Milano 2000, Milano 2002, Bocca di Magra 2009), mentre del IV è imminente il volume di Atti (Firenze, Olschki, 2014) nell'ambito della "Biblioteca di Studi su Sciacca" della Fondazione M. F. Sciacca. Subito dopo la sua scomparsa è stato raccolto il volume Carità intellettuale. Testimonianze su Maria Adelaide Raschini (Genova, L'Arcipelago, 2000).